# ミントな僕ら
『ミントな僕ら』（ミントなぼくら）は、1997年6月号から2000年2月号まで、「りぼん」（集英社）にて連載された吉住渉による日本の漫画作品。コミックスは全6巻、文庫版は全4巻が刊行されている。双子の姉弟の恋模様を描いている。
作者の吉住渉にとっては『君しかいらない』に続き、2作目の男が主人公の作品であるが、連載雑誌の『りぼん』は少女、女性読者層をターゲットにしているため、りぼん連載作品では男が主人公の作品自体が珍しい。

## あらすじ
双子の弟で主人公の南野のえるが父親とハワイへ行っている間に、双子の姉・まりあは弟ののえるに内緒で初恋の相手を追って全寮制の森ノ宮学園（校舎のモデルは公文国際学園）に転校してしまった。
まりあに彼氏ができることを嫌がるのえるは、自分も転校してまりあをもとの学校に連れ戻すことを決心した。女子寮にしか空きがないため女子として編入するなら、という条件を理事長に出された彼は、女装し姉と瓜二つの妹として森ノ宮学園に編入する。

## 登場人物
南野のえる（みなみの のえる）
まりあとは双子で弟。主人公。 シスコンな中学2年生。好きな人を追って森ノ宮学園に転校したまりあを心配して、まりあと同じロングヘアのウィッグをかぶって女装をし、まりあを追いかけるように森ノ宮学園に転校することになった。それ以来、森ノ宮学園では女生徒として、女装をして通うことになる。女装していることを誰からも疑われていないために、口調、仕草等は男子のまま。姉のまりあとはもともと顔がよく似ており女装した姿はまりあと瓜二つ。様々なヘアアレンジをするまりあとは対照的に、ウィッグの境目を隠すため常時ヘアバンドをして髪を下ろしている。男子バスケ部のマネージャー。
森ノ宮学園に入ってからは寮暮らし。寮で同室の未有を次第に好きになる。好きになっても女装した「のえる」としては告白することも難しいため、まりあに協力してもらい、のえるとまりあの従兄弟の『トオル』として未有と出会うようにセッティングしてもらうことになる（『トオル』の姿はウィッグを外しており、ショートカットヘアの本来ののえるのままの姿である）。次第に未有と付き合うことに成功するが、その後女装がばれてしまいただの友達に格下げとなる。その間も一途に未有を想い続け、最終的には未有とヨリを戻す。物語の途中で声変わりをする。
南野まりあ（みなみの まりあ）
のえるとは双子で姉。広部コーチに片想いしたのと、シスコンな弟のえると距離を置くためもあって森ノ宮学園に転校した。非常に惚れっぽいため、いくつか失恋を経験することになる。ミーハーで泣き虫。女子バスケ部所属。
最終的には佐々と付き合うことになる。
佐々龍至（ささ りゅうじ）
森ノ宮学園の中学2年生。男子バスケ部に所属。釣り好き。硬派なイメージと端正なルックスで女子に高い人気を誇る。5歳の頃に起きた出来事（実は知らずのうちに小さい頃に出会ったのえるとまりあが原因）で女が苦手になった。
のえるとは釣りをきっかけに親しくなり、女は苦手なものの男っぽくサバサバした性格ののえるを次第に好きになるが、男だと打ち明けられショックを受ける。その後は親友兼良き理解者になった。学内ではたいてい2人一緒にいる為、秘密を知らない周囲からは公認カップル扱いされるも、「告白を断りやすくなった」と本人はあまり気にしていない。初登場時は無口でクールなイメージだったが、後にコメディ・リリーフ的役割にまわることになる。実父とは死別しており、現在の父親＝実母の再婚相手が未有の実父。終盤ではまりあを好きになり付き合うことになる。
牧村未有（まきむら みゆう）
森ノ宮学園中学2年生で、のえるの寮のルームメイト。ショートカットヘアの美人だがミステリアスで近寄りがたい雰囲気を持つ。その上、離婚で別れた実父と会っていた事で援助交際の噂があったため友達をなかなか作れずにいた。実際には話してみると優しく、話しやすいタイプ。ゴキブリと嘘が嫌い。佐々とはいとこ同士。本当の正体をしらぬままトオル（ウィッグをとった男バージョンののえる）と付き合うようになるが、トオル＝のえるだと嘘をつかれていることを知り、恋人関係は解消、ただの友達関係に戻る（その際に部屋はまりあと交換した）。だが、嫌いになったわけではなく、最終的には恋仲としてヨリを戻す。
広部和陽（ひろべ かずあき）
女子バスケ部のコーチ。まりあは一方的に憧れるが、大学生であるうえに彼女がいるため、中学生のまりあを完全に恋愛対象として見ていない。
広部良陽（ひろべ よしあき）
和陽の弟で別の学校（日野中）の男子バスケ部員。以前から、兄の話に出てくるまりあに興味を持っており、兄に失恋したばかりのまりあと付き合う。まりあ曰く「顔も性格も理想の男の子」。だが、晶との一件で耐え切れなくなったまりあから別れを告げられる。その後、大輔と付き合い失恋したまりあと偶然再会し、再度告白するが、佐々を好きであることを自覚したまりあの思いを汲み、身を引く。
栗栖慈朗（くりす じろう）
森ノ宮学園の人気者。ロックバンド「アンブラッセ・モア」を主宰。ナルシスト。佐々と二分する程女子からの人気が高いため、のえるに邪険に扱われたのが新鮮だったようで、のえるに猛烈なアピールをする。しかし、ズレた発言を繰り返したため、その度のえるからつっこまれていた。その後は同じく自分に冷たくしてきた未有や可南子にアピールをした。
岩崎理々子（いわさき りりこ）
佐々が原宿にヤケになってナンパしにいった時、逆にナンパしてきた女の子。のえるたちと同い年。佐々と同じで釣りが好きで、色々と話が合う。
麻生可南子（あそう かなこ）
まりあのルームメイトで、良き相談相手。大人しそうな外見とは裏腹に、はっきりと物を言う。
森ノ宮志津子（もりのみや　しづこ）
森ノ宮学園の理事長。のえるの転校の理由を聞いて面白がって転入を許可した。気さくな人。
桜井大輔（さくらい だいすけ）
のえるたちの以前の学校での友人。まりあのことが好き。良陽と別れたまりあと付き合うが、最終的に自ら別れを告げる。
立原果林（たちはら かりん）
のえるたちの以前の学校での友人。のえるのことが好き。のえるに好きな子ができたと聞いてアピールするが、その時の会話の矛盾から女装していることに気づき問い詰める。最終的には納得して身を引いた。
中山晶（なかやま あきら）
良陽の幼馴染みで元彼女。美人。昔は優しくていい子だったが、中学に入り、自分が男にもてるタイプだと自覚してから色んな男を連れ歩くようになった。良陽に恋人ができたと知り、男癖の悪さが治らないまままりあと良陽の交際を姑息な手で妨害する。結果的に別れさせることには成功するが良陽にすべて知られ、よりを戻すどころか怒りを買ってしまい、良陽とは縁切りとなる。

## 書誌情報
- りぼんマスコットコミックス 全6巻
  - 第1巻 1998年1月発行 ISBN 4-08-856058-2
  - 第2巻 1998年9月発行 ISBN 4-08-856099-X　
  - 第3巻 1999年2月発行 ISBN 4-08-856125-2
  - 第4巻 1999年7月発行 ISBN 4-08-856152-X
  - 第5巻 1999年12月発行 ISBN 4-08-856179-1
  - 第6巻 2000年4月発行 ISBN 4-08-856199-6

- 集英社文庫（コミック版） 全4巻
  - 第1巻 2006年9月発行 ISBN 4-08-618515-6
  - 第2巻 2006年9月発行 ISBN 4-08-618516-4
  - 第3巻 2006年11月発行 ISBN 4-08-618517-2
  - 第4巻 2006年11月発行 ISBN 4-08-618518-0

## 関連作品
- 君しかいらない - 作者の前連載作品。主人公の栗原朱音が、南野姉弟のいとこであることが本作中で明らかになる（南野姉弟の父が、栗原朱音の父の双子の弟にあたり、南野家の婿養子）。
- D>E>A>T>H>M>E>T>A>L - イギリスのオルタナティヴ・ロックバンド「パンチコ」が2000年に発表した1st EP。ジャケットイラストに本作のコラージュが使用されている